# کلاغ نوک‌بزرگ

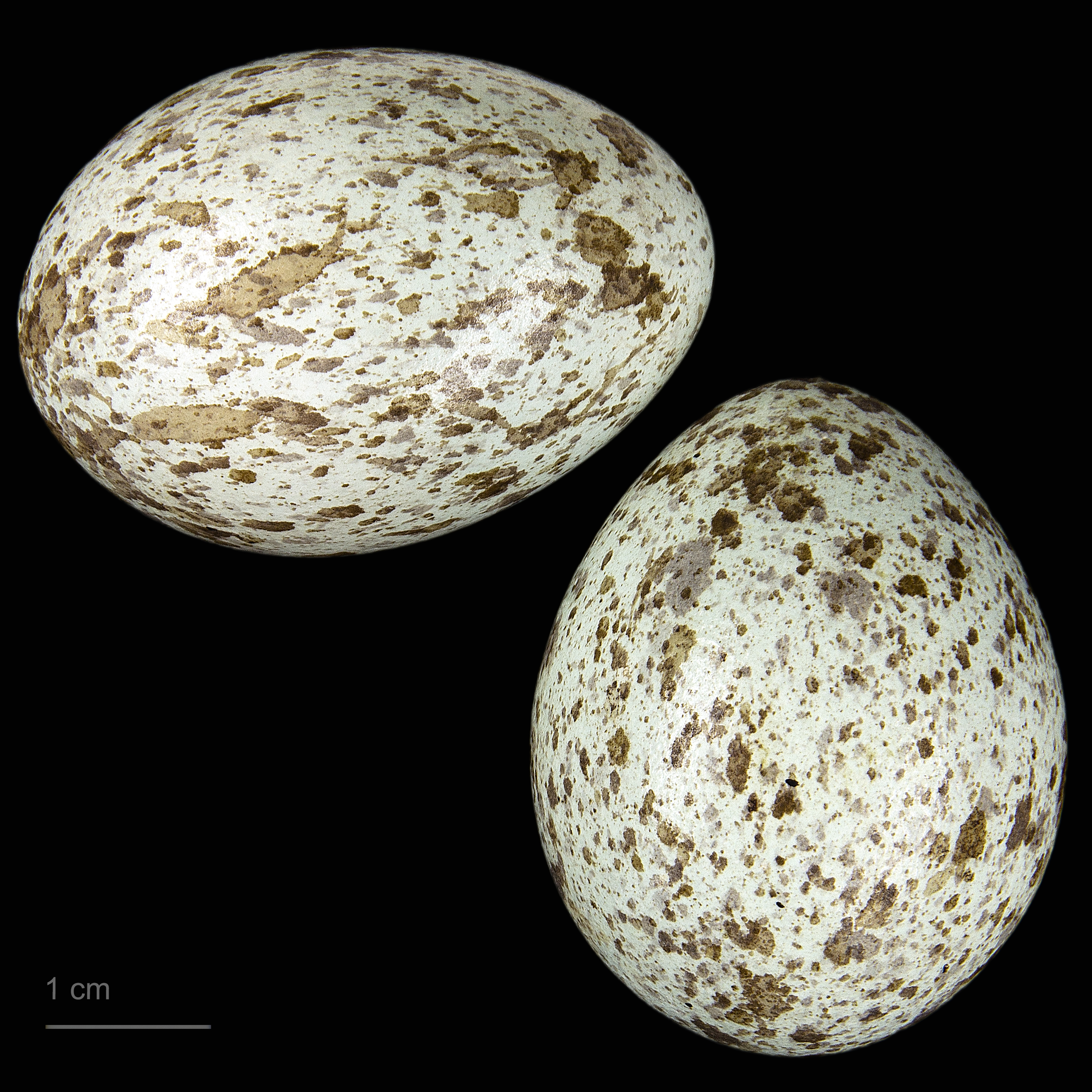
Corvus macrorhynchos

کلاغ نوک‌بزرگ، کلاغ نوک‌کلفت یا کلاغ جنگل (نام علمی: Corvus macrorhynchos) که معمولاً با نام جدیدش کلاغ نوک‌بزرگ شناخته می‌شود، نام یک گونه از سرده کلاغ است که در آسیا زندگی می‌کند. این کلاغ توانایی سازش‌پذیری بالایی در آب و هوا و شرایط زیستی، محیطی و تغذیه ای متفاوت دارد.